# Sopa de sangue de pato com massa

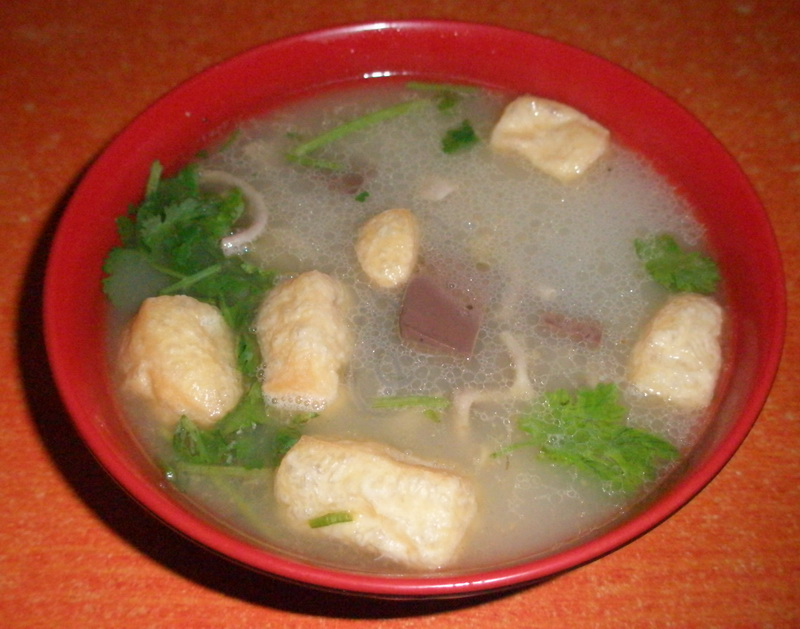
Ilustração

A sopa de sangue de pato com massa (Ya Xue Fen Si em língua chinesa) é uma iguaria típica de Nanjing, ou Nanquim, antiga capital imperial da China, também conhecida como “capital da comida com pato”. Por vezes, esta sopa inclui igualmente o fígado e o intestino do pato.
Depois do sangue coagulado, é cozido juntamente com a carne e os miúdos num caldo temperado; depois de cozidos, tiram-se do caldo e cortam-se em pequenos pedaços. Novamente com o caldo a ferver, imerge-se um cesto de bambu com aletria de feijão-mungo (que fica transparente, depois de cozida) e, quando esta estiver cozida, junta-se o sangue a carne cozida e serve-se com cebolinho, salsa e outros temperos.